# Io non ti sposerò
Io non ti sposerò è il secondo singolo promozionale estratto dalla raccolta ...il mio cammino di Marco Masini, scritto con Giuseppe Dati. 

## Tracce
1. Io non ti sposerò - (3:55)